# 1942: Joint Strike
1942: Joint Strike est un jeu vidéo de type shoot 'em up développé par Backbone Entertainment, sorti en 2008 en téléchargement sur PlayStation 3 et Xbox 360.
Il s'agit du remake de 1942 (1984), le célèbre shoot them up à défilement vertical de Capcom. Il est jouable à deux en ligne.
Fin 2011, le jeu s'était vendu à 119 376 copies au total sur le Xbox Live Arcade.

## Réception
- Presse : 6,3/10[2], IGN : 7,0/10[3], GameSpot : 6,5/10[4].